# Saunaniemi
Saunaniemi är en ö i Finland. Den ligger i Ijo älv och i kommunen Ranua i den ekonomiska regionen  Rovaniemi ekonomiska region  och landskapet Lappland, i den norra delen av landet, 600 km norr om huvudstaden Helsingfors. Öns area är 15,4 hektar och dess största längd är 0,7 kilometer i sydöst-nordvästlig riktning.